# Coccyzus melacoryphus
Il cuculo beccoscuro (Coccyzus melacoryphus Vieillot, 1817), è un uccello della famiglia dei Cuculidae.

## Sistematica
Coccyzus melacoryphus non ha sottospecie, è monotipico.

## Distribuzione e habitat
Questo uccello vive nei Caraibi orientali e in tutto il Sud America, comprese le Isole Falkland. È di passo su Grenada e su Sant'Elena.